# Otakar Votoček (historik umění)
Otakar Votoček (11. října 1921 Nová Paka – 13. února 1986 Litoměřice) byl historik umění zaměřený na středověké malířství a sochařství, teoretik, výtvarný kritik a muzejní pracovník.

## Život
Maturitu složil na gymnáziu v Terezíně, ale rodina se po záboru Sudet Německem z Litoměřicka odstěhovala do Prahy. Otakar Votoček byl za války v Německu totálně nasazen. Po druhé světové válce se do Litoměřic opět vrátil. V letech 1945–1951 studoval na Filozofické fakultě Karlovy univerzity dějiny umění (prof. Antonín Matějček, Jan Květ, Jaroslav Pešina) a klasickou archeologii (prof. Jindřich Čadík). Během studií spolu s Václavem Menclem provedl průzkum při obnově stavebních památek a měl pak zásluhu na vyhlášení města Litoměřice městskou památkovou rezervací.
Od roku 1947 byl konzervátorem Státní památkové péče v Litoměřicích, v letech 1950–1954 ředitelem Městského vlastivědného muzea v Litoměřicích a členem, později předsedou památkové komise MNV, od roku 1952 inspektorem pro kulturu KNV v Ústí nad Labem. V roce 1950 se stal stálým členem komise státní památkové péče.
Byl zakladatelem a v letech 1956–1976 ředitelem Severočeské galerie výtvarného umění (tehdy Krajské galerie Litoměřice). V květnu 1958 se mu podařilo otevřít tuto galerii pro veřejnost. Roku 1976 ho ve funkci nahradil Bohumil Horčic. Votoček byl ve funkci nahrazen, protože v době probíhající normalizace odmítl propustit z politických důvodů dva zaměstnance.
V letech 1976–1977 pracoval jako samostatný odborný archivář v Okresním archivu v Litoměřicích se sídlem v Terezíně. Od roku 1978 byl až do své smrti roku 1986 vedoucím Sbírky starého českého umění Národní galerie v Praze, a také působil jako soudní znalec Krajského soudu v Ústí nad Labem pro obor výtvarné umění a starožitnosti. Během penze pak pracoval pro Krajské středisko státní památkové péče v Ústí nad Labem.

## Rodina
- Jeho třetí ženou byla archivářka PhDr. Zdeňka Votočková (* 1949).[2]
- Jeho dcera ak. mal. Eva Votočková (* 1948) je malířkou-restaurátorkou, činnou zejména na Litoměřicku.[3]

### Ocenění
- 1959, 1979 – Čestná uznání Ministerstva kultury
- 1962, 1964 – Krajská cena Severočeského KNV v Ústí nad Labem

## Dílo
Zasloužil se o vznik sbírky jak starého, tak i moderního umění v SGVU v Litoměřicích. Ta se pod jeho vedením stala rozsahem a kvalitou svých sbírek jednou z nejvýznamnějších sbírek nejen v severních Čechách. Zpracoval katalog sbírky starého umění litoměřické galerie a prováděl umělecko-historické průzkumy památkových objekt, např. ve Stvolínkách, Mariánských Radčicích, Ploskovicích a Litoměřicích.
Publikoval odborné články v časopisech Zprávy památkové péče a Umění. Je autorem monografií z oboru výtvarného umění, historie městských sídel, hradů a zámků.